# Championnat de France de rugby à XV de 2e division 1967-1968
Navigation
Championnat de France de 2e division 1966-1967 Championnat de France de 2e division 1968-1969
Le championnat de France de rugby à XV de 2e division 1967-1968 est l'antichambre de la première division. La compétition se déroule du mois de septembre 1967 au mois de mai 1968 en deux phases avec 64 équipes en compétitions. 
La première phase, se déroule en 8 poules de 8 équipes avec matchs aller-retour. 
Les clubs classés aux quatre premières places de chaque poule sont qualifiés pour les seizièmes et classés de 1 à 32. Les matchs, comme la finale, se jouent sur terrain neutre. Le club qui gagne en finale est déclaré vainqueur de la compétition et accède à la première division ainsi que les équipes qualifiées pour les quarts de finale.

## Phase de qualification
Les clubs classés aux quatre premières places de chaque poule sont qualifiés pour les seizièmes et classés de 1 à 32. Les matchs, comme la finale, se jouent sur terrain neutre. Le club qui gagne en finale est déclaré vainqueur de la compétition et accède à la première division ainsi que les équipes qualifiées pour les quarts de finale.

## Phase finale

### Seizièmes de finale
|  | UA Mimizan | 11 - 3 | Stade nantais | Royan |
|  |            |        |               | Royan |
|  |            |        |               | Royan |

|  | US Marmande | 9 - 5 | RC Trignac | Niort |
|  |             |       |            | Niort |
|  |             |       |            | Niort |

|  | Saint-Jean-de-Luz OR | 25 - 3 | Avenir Moissac | La Teste-de-Buch |
|  |                      |        |                | La Teste-de-Buch |
|  |                      |        |                | La Teste-de-Buch |

|  | RRC Nice | 14 - 9 | SA Bordeaux Mérignac | Montpellier |
|  |          |        |                      | Montpellier |
|  |          |        |                      | Montpellier |

|  | Stade montpelliérain | 15 - 8 | AS Macon | Givors |
|  |                      |        |          | Givors |
|  |                      |        |          | Givors |

|  | Stade montchaninois | 14 - 12 | SA Mauléon | Pézenas |
|  |                     |         |            | Pézenas |
|  |                     |         |            | Pézenas |

|  | ES Gimont | 18 - 3 | CO Le Creusot | Salon-de-Provence |
|  |           |        |               | Salon-de-Provence |
|  |           |        |               | Salon-de-Provence |

|  | UA Gaillac | 16 - 3 | SO Givors | Chateaurenard |
|  |            |        |           | Chateaurenard |
|  |            |        |           | Chateaurenard |

|  | Stade poitevin | 22 - 12 (AP) | SC Pamiers | Sarlat-la-Canéda |
|  |                |              |            | Sarlat-la-Canéda |
|  |                |              |            | Sarlat-la-Canéda |

|  | Stade foyen | 5 - 3 | Sport athlétique hagetmautien | Casteljaloux |
|  |             |       |                               | Casteljaloux |
|  |             |       |                               | Casteljaloux |

|  | Stade lavelanétien | 14 - 6 | CA Sarlat | Vic-Fezensac |
|  |                    |        |           | Vic-Fezensac |
|  |                    |        |           | Vic-Fezensac |

|  | US La Teste | 14 - 6 | USON Nevers | Ussel |
|  |             |        |             | Ussel |
|  |             |        |             | Ussel |

|  | Boucau Tarnos stade | 9 - 6 | AS Roanne | Bort-les-Orgues |
|  |                     |       |           | Bort-les-Orgues |
|  |                     |       |           | Bort-les-Orgues |

|  | Stade olympique voironnais | 3 - 0 | RC Châteaurenard | Valence |
|  |                            |       |                  | Valence |
|  |                            |       |                  | Valence |

|  | US Fumel | 5 - 3 | JO Prades | Castelnaudary |
|  |          |       |           | Castelnaudary |
|  |          |       |           | Castelnaudary |

|  | stade ruthénois | 10 - 0 | US Orthez | Valence-d'Agen |
|  |                 |        |           | Valence-d'Agen |
|  |                 |        |           | Valence-d'Agen |

### Huitièmes de finale
|  | Stade lavelanétien | 6 - 0 | Stade montpelliérain | Mazamet |
|  |                    |       |                      | Mazamet |
|  |                    |       |                      | Mazamet |

|  | US Fumel | 9 - 3 | US Marmande | Bergerac |
|  |          |       |             | Bergerac |
|  |          |       |             | Bergerac |

|  | UA Gaillac | 14 - 6 | Stade poitevin | Langon |
|  |            |        |                | Langon |
|  |            |        |                | Langon |

|  | ES Gimont | 6 - 3 | Stade foyen | Nérac |
|  |           |       |             | Nérac |
|  |           |       |             | Nérac |

|  | Stade montchaninois | 9 - 6 | US La Teste | Bort-les-Orgues |
|  |                     |       |             | Bort-les-Orgues |
|  |                     |       |             | Bort-les-Orgues |

|  | UA Mimizan | 3 - 0 | stade ruthénois | Castelsarrasin |
|  |            |       |                 | Castelsarrasin |
|  |            |       |                 | Castelsarrasin |

|  | RRC Nice | 6 - 3 | Boucau Tarnos stade | Narbonne |
|  |          |       |                     | Narbonne |
|  |          |       |                     | Narbonne |

|  | Saint-Jean-de-Luz OR | 5 - 3 | Stade olympique voironnais | Carcassonne |
|  |                      |       |                            | Carcassonne |
|  |                      |       |                            | Carcassonne |

### Quarts de finale
Les clubs participants aux quarts de finale joueront en 1re division la saison prochaine
|  | UA Gaillac | 8 - 3 | UA Mimizan | Condom |
|  |            |       |            | Condom |
|  |            |       |            | Condom |

|  | US Fumel | 13 - 6 | ES Gimont | Agen |
|  |          |        |           | Agen |
|  |          |        |           | Agen |

|  | Saint-Jean-de-Luz OR | 12 - 9 | Stade lavelanétien | Lannemezan |
|  |                      |        |                    | Lannemezan |
|  |                      |        |                    | Lannemezan |

|  | RRC Nice | 20 - 0 | Stade montchaninois | Montélimar |
|  |          |        |                     | Montélimar |
|  |          |        |                     | Montélimar |

### Demi-finales
|  | UA Gaillac | 9 - 6 | RRC Nice | Montpellier |
|  |            |       |          | Montpellier |
|  |            |       |          | Montpellier |

|  | Saint-Jean-de-Luz OR | 25 - 19 (AP) | US Fumel | Arcachon |
|  |                      |              |          | Arcachon |
|  |                      |              |          | Arcachon |

### Finale
|  | Saint-Jean-de-Luz OR | 12 - 6 | UA Gaillac | Auch |
|  |                      |        |            | Auch |
|  |                      |        |            | Auch |